# Eustace Folville
A Eustace Folville (fallecido en 1347 a la edad de casi 60 años), se le atribuye el asesinato de Roger de Beler, Barón de Exchequer y secuaz de Hugo Despenser el Viejo y del rey Eduardo II. Fue el miembro más activo de la banda de Folville que se dedicó a actos de vigilancia y a la ilegalidad en Leicestershire a principios del año 1300, a menudo en nombre de otros.

## La familia Folville
Eustace fue el segundo de siete hijos de John Folville, un respetable miembro de la nobleza que actuó en muchas ocasiones como comisionado de la Comarca de Knighe tanto para Rutland como para Leicestershire. El hermano mayor de Eustace, John Folville, heredó todas las tierras de su padre en 1309 y se mantuvo al margen de la mayoría —pero no de todas— de las infracciones de la ley de sus hermanos menores.

## Antecedentes
A la muerte del respetado rey Eduardo I, alias el «Martillo de los Escoceses», fue sucedido por su hijo Eduardo II que no heredó las habilidades de su padre. Eduardo II promovió a un joven caballero francés llamado Piers Gaveston por delante de la aristocracia existente y su corrupción y naturaleza abusiva hizo que las relaciones entre el rey y sus súbditos se rompieran pronto. Piers fue exiliado pero regresó y fue ejecutado por Tomás Plantagenet en 1312.
Piers Gaveston fue pronto reemplazado en el afecto del rey por otro caballero, Hugo Despenser el Joven. La avaricia y la corrupción de Despencer se hicieron desenfrenadas y las relaciones entre él y los barones se desintegraron y dieron lugar a la Guerra Despenser de 1321-1322, dirigida por los señores Roger de Mortimer, y Humphrey de Bohun, IV conde de Hereford. Esto culminó en la batalla de Boroughbridge el 16 de marzo de 1322 que fue ganada por el rey y Despencer y vio al asesino de Gaveston, Tomás Plantagenet, segundo conde de Lancaster (primo del rey Eduardo), ejecutado él mismo.
Algunos rebeldes fueron encarcelados como Roger Mortimer —que escapó a Francia en agosto de 1323— y Roberto de Holanda, 1.er Barón de Holanda. Otros huyeron y se dedicaron a la ilegalidad; William Trussell —que más tarde se convertiría en el presidente de la Cámara de los Comunes y supervisaría la abdicación de Eduardo— dirigió un grupo rebelde que hizo una incursión en Somerset y Dorset en agosto de 1322.
A medida que las injusticias continuaron, y los efectos de la Gran hambruna de 1315-1317 persistieron y el descontento permaneció. Despenser y su padre Hugo Despenser el Viejo fueron recompensados con tierras que habían pertenecido a Tomás Plantagenet, Conde de Lancaster, incluyendo las de Leicestershire. El 14 de marzo de 1323 Roger de Beler, Barón del Tesoro, Richard de Willoughby y William de Gosefeld recibieron órdenes de arresto contra William Trussell y su hijo William, Roger la Zouche y su hermano Ralph, Robert de Hollanda, 1.er Barón de Holanda y otros que fueron acusados por Hugh le Despenser de robar caballos, bueyes, cerdos, ovejas y cisnes de sus parques en Leicestershire. La orden fue reeditada en 1324 junto con otras similares que trataban de los disturbios contra Despenser en Warwickshire, Staffordshire y Worcestershire por otros rebeldes.
William Trussell se vio obligado a huir a Francia, donde se unió a Roger Mortimer y tramó la venganza contra los «despenceros» y el rey. La reina Isabel de Francia se les unió en 1325 y se embarcó en un romance con Mortimer, habiéndose distanciado de Eduardo II desde que la dejó peligrosamente desprotegida de los escoceses en 1322. En enero de 1326 los partidarios ingleses de Isabel, Mortimer y Trussell, quizás incluyendo a los «zouches», estaban reuniendo y equipando tropas en preparación para una invasión que se acercaba.

## La banda de Folville

### El asesinato de Roger Beler 1326
Se cometieron muchos delitos, incluyendo asesinato, extorsión y secuestro a lo largo de la carrera de la banda.

### Rehabilitación
Un año después del secuestro de Willoughby, Eustace servía en los ejércitos de Eduardo III contra los escoceses. Puede que haya luchado en la Batalla de Halidon Hill. En reconocimiento a este servicio militar, Eustace recibió perdón completo por sus crímenes. Estuvo en combate de nuevo en 1337 y 1338, en Escocia y Flandes respectivamente. Finalmente murió en 1347, miembro del consejo del abad de Crowland, sin haber sido juzgado por ninguno de los cargos presentados contra él. Está enterrado en la iglesia de Santa María, Ashby Folville. Su monumento ha sido gravemente dañado: una descripción victoriana dice que «los fragmentos de su casco son la única parte restante de su funeral, que queda actualmente».

## Evaluación
Eustace Folville se enfrentó a poca resistencia en vida y no sufrió ningún tipo de sanción legal, a pesar de que se le conoció como delincuente habitual durante dos décadas. Durante este tiempo quedó totalmente impune, a diferencia de su desafortunado hermano Richard. Dos factores pueden explicar la aparente buena suerte de Folville. En primer lugar, la turbulencia política de la década de 1320 que trabajó a su favor, en particular en el caso de su peor crimen, el asesinato de Roger de Beler. Beler estaba estrechamente relacionado con los Despenser: fue nombrado abogado de Hugo Despenser el Joven en 1322, y usó los ingresos de las tierras confiscadas para ganarse el favor de la familia.
En segundo lugar, y lo más importante, existe la percepción generalizada de que Eustace y otros como él eran básicamente honestos y francos, al menos más que las autoridades que los perseguían. Esto significaría que los jueces y sus empleados, que dependen de los testimonios de la gente local, encontrarían su trabajo extremadamente difícil en el territorio de Folville. Como señala E.L.G. Stones, las quejas en este sentido son frecuentes en las comisiones judiciales del trailbaston y otras: «en todas estas cosas son ayudados e instigados por la gente local, que los incitan a sus malas acciones y los protegen después de que han terminado». Aunque estas quejas pueden parecer una excusa para los propios fracasos de las comisiones, sin duda hay algo de verdad en ellas. Después de todo, un «chivatazo» de una fuente local permitió a los Folvilles y Cotterels eludir la captura en el Distrito del  Peak.
Este apoyo popular parece estar arraigado en el sentido de que los Folvilles eran aliados del pueblo común, combatiendo al corrupto gobierno que los oprimía. Hay por lo menos alguna justificación para este punto de vista. Las dos principales víctimas de Eustace fueron ciertamente individuos altamente corruptos. Beler usó su oficina para confiscar tierras y desviar dinero a sus clientes, y su asesinato debería ser considerado menos que solamente como un crimen realizado por los Folvilles, y más como una conspiración de varios terratenientes de Leicestershire. Los cómplices de Eustace eran miembros de las familias Halewell y Zouche, lo que sugiere una amplitud de malos sentimientos contra Roger Beler, que van mucho más allá de cualquier grupo. Willoughby no era más popular. En 1340 fue atacado por una segunda banda, que lo atrapó en el castillo de Thurcaston. Más tarde fue encarcelado por Eduardo III bajo cargos de corrupción, acusado por varios jurados de todo el país, y obligado a pagar 1200 marcos por el perdón del rey. Eustace era respetado como oponente de tales figuras, incluso si esta oposición no era su principal motivo.

## Reputación posterior
Durante las generaciones posteriores a la muerte de Eustace, la visión positiva de la banda de Folville aumentó. En fuentes posteriores no se les considera simplemente infractores de la ley, sino agentes de una ley no oficial, fuera de la legislación humana y menos susceptibles de abuso.
En el libro de William Langland, Piers Plowman (Pedro el Labrador)(c.1377-1379), los ve como instrumentos del orden divino. Mientras que él es mordaz sobre la veneración popular de Robin Hood y Ralph Erl de Chestre, habla con aprobación de la «banda de Folvilles». Los crímenes de la familia son presentados como correctivos al «falso» establecimiento legal, y los mismos Folvilles son listados entre los «tesoros» que la Gracia ha dado para combatir al «Anticristo» en los estados de Inglaterra:
«Por lo tanto, dijo Gracia, antes de irme, te daré tesoros y armas para luchar cuando el Anticristo te ataque»
y
«Y algunos para montar y otros para recuperar lo que se ganó sin derecho.»

«Instruyó a los hombres a ganarlo de nuevo a través de la fuerza de las manos».

«'Y para buscar a los hombres falsos con las leyes de Folvilles»
Henry Knighton no es menos amable, retrata a Beler y a Willoughby como objetivos totalmente legítimos: el rescate de Willoughby se reduce a 90 marcos o sea, menos avaricioso, mientras que Beler se convierte en el agresor de sus asesinos, no únicamente «amontonando amenazas e injusticias» sobre sus vecinos sino codiciando sus «posesiones». El secuestro de Willoughby es presentado como un conflicto directo entre los dos códigos representados por los forajidos y la justicia: Richard es secuestrado como castigo por invadir el territorio de una orden rival, específicamente «por las comisiones de trailbaston de 1331».
Para sus contemporáneos y casi contemporáneos, Eustace Folville era claramente más que un matón. Era algo más cercano a un ejecutor de «la ley de Dios y la costumbre común, que era diferente de la ley del estado o del señor, pero sin embargo un orden social».